# زن و شوهرها
زن و شوهرها (انگلیسی: Husbands and Wives) فیلمی در ژانر رمانتیک و کمدی-درام به کارگردانی وودی آلن است که در سال ۱۹۹۲ منتشر شد.
جودی دیویس توانست به‌خاطر بازی در این فیلم برای دریافتِ جایزه اسکار بهترین بازیگر نقش مکمل زن نامزد شود.

## خلاصه فیلم
وقتی جک و سالی اعلام می‌کنند قصد دارند از هم جدا شوند، این خبر بهترین دوستان آنها گیب و جودی را غافلگیر می‌کند. این اتفاق باعث می‌شود ازدواج آنها به مرور از هم گسیخته‌شده و هر کدام به شخص دیگری علاقه‌مند می‌شوند…

## بازیگران
- بلایث دانر
- جودی دیویس
- میا فارو
- جولیت لوئیس
- لیام نیسون
- سیدنی پولاک
- وودی آلن
- ران ریفکین